# Terence A. McEwen
Terence A. McEwen (Thunder Bay, 13 de abril de 1929 — Honolulu, 14 de setembro de 1998) foi um diretor de óperas canadense.

## Biografia
McEwen nasceu em Thunder Bay, Ontario, mas cresceu em Montreal, onde começou a aprender a amar ópera e a ouvir o Met pelo rádio. Aos quatorze anos de idade, foi para Nova Iorque para ver a apresentação de algumas óperas, no Metropolitan Opera, que incluíam Bidu Sayão e Jussi Björling em Rigoletto (acabou vendo Bidu Sayão em Manon em Montreal).
Sua paixão pelo mundo da ópera aumentou quando visitou o Royal Opera House em Londres, e acabou conseguindo trabalho na Decca Records da cidade. Mudou-se para o Nova Iorque em 1959 para trabalhar na London Records, onde ficou por vinte anos.
Após a aposentadoria de Kurt Herbert Adler, diretor da Ópera de São Francisco, McEwen mudou-se para a cidade em 1980, e se aprofundou no aprendizado de operações de companhias de óperas. Em Janeiro de 1982 conseguiu emprego na Ópera.
No dia 8 de fevereiro de 1988 anunciou sua dispensa da companhia. No dia seguinte, seu mentor Kurt Herbert Adler morreu.